# Cyanidium caldarium
Cyanidium caldarium ist eine Art einzelliger Rotalgen, die in sauren Thermalquellen vorkommt. Da die Art nur in warmem Thermalwasser lebt, in dem die meisten anderen Arten nicht mehr leben können, wird sie zu den sogenannten Extremophilen gerechnet, genauer zu den sogenannten Thermophilen, die Wasser bis zu einer Temperatur von ca. 50 °C besiedeln können. Cyanidium caldarium (mit den oft gemeinsam vorkommenden ähnlichen Arten der Cyanidiophyceae) ist damit eine der Algenarten, die den Rekord für die Wassertemperatur für eukaryotische Algen hält, in noch wärmerem Wasser kommen als autotrophe Arten dann nur noch Prokaryoten wie Cyanobakterien („Blaualgen“) vor. In Wasser, das kälter ist als etwa 35 bis 36 °C, kommt die Art nicht mehr vor.
Früher dachte man, dass auch epilithische Algenkrusten in manchen Höhlen zu dieser Art gehören, diese wurden aber später als eigene Art Cyanidium chilense abgetrennt (2023 dann in eine eigene Gattung Cavernulicola verschoben).

## Merkmale
Cyanidium caldarium bildet runde bis rundlich-pyramidenförmige Einzelzellen von 2 bis 6 μm Durchmesser. Selten sind diese in eine gemeinsame gelartige Hülle eingeschlossen. Jede Zelle enthält einen einzigen, tafelförmigen bis becherartigen, wandständigen (parietalen), nicht gelappten Chloroplasten und ein einzelnes Mitochondrium. Die Zellen haben keine zentrale Vakuole. Die Zellen sind eingeschlossen in eine dicke und stabile Zellwand, die reich an Proteinen ist.
Die Chloroplasten (eigentlich Rhodoplasten) enthalten als Pigmente neben Chlorophyll a die akzessorischen Pigmente C-Phycocyanin und Allophycocyanin. Das rote Phycoerythrin fehlt. Dadurch sind die Zellen grün bis blaugrün gefärbt, nicht rot wie diejenigen der meisten Rotalgen. Jeder Chloroplast enthält bis zu 15 Thylakoide, die parallel zur Außenhülle des Chloroplasten und oft parallel ineinander geschachtelt (wie Zwiebelhäute) sind. Ein Pyrenoid ist nicht vorhanden.
Die Art besitzt 20 Chromosomen und eine (haploide) Genomgröße von 12,0 Mbp (Mega-Basenpaaren).

## Vermehrung
Cyanidium caldarium vermehrt sich ausschließlich asexuell durch Bildung von Sporen. Innerhalb der Zellwand der Mutterzelle bildet sich durch zwei Teilungen eine Gruppe von vier tetraedrisch angeordneten unbeweglichen Autosporen mit Durchmesser von je 1,8 bis 3,0 μm, die durch Zerreißen der Zellwand der Mutterzelle freigesetzt werden. Während bei der ebenfalls zu den Cyanidiophyceae gehörenden Art Galdieria partita im Jahr 2022 überraschenderweise sexuelle Fortpflanzung neu nachgewiesen wurde, gibt es bei Cyanidium caldarium keinerlei Hinweise darauf.

## Ökologie und Lebensweise
Die Alge ist fast ausschließlich bekannt aus Thermalquellen und deren Abläufen. Die besiedelten Quellen sind nicht nur heiß, sondern auch mittel bis sehr stark sauer mit pH-Werten von 4,5 bis 0,5.
Die Art ist obligat autotroph. Anders als eine Reihe ähnlicher Rotalgenarten (die früher nicht immer von ihr unterschieden wurden) kann sie sich nicht heterotroph oder mixotroph ernähren. Cyanidium caldarium wächst bei Wassertemperaturen von ca. 45 °C optimal, sie kann Temperaturen von bis zu 55 bzw. 56 °C aushalten. Die niedrigste Wassertemperatur, in welcher die Art vorkommt, liegt bei ungefähr 35 bis 36 °C. In kälterem Wasser könnte sie gedeihen, wird hier aber durch die Konkurrenz anderer Algenarten rasch verdrängt. Als Stickstoffquelle kann die Alge sowohl Ammonium als auch Nitrat nutzen. Im Wasser der besiedelten heißen Quellen kommen oft hohe Gehalte von giftigen Elementen wie Arsen und Schwermetallen vor, gegenüber denen die Art recht resistent (wenn auch empfindlicher als Galdieria-Arten) ist. Die Fähigkeit dazu hat sie durch horizontalen Gentransfer von einer Prokaryotenart übernommen.
Es ist nicht sicher geklärt, wie die unbeweglichen Algen die isoliert liegenden, in geologischen Zeiträumen nicht sehr dauerhaften Thermalquellen besiedeln können. Möglich erscheint eine Verbreitung über in die Dampfphase mitgerissene Zellen über den Luftweg.

## Verbreitung
Die Art ist bekannt aus Thermalquellen, teilweise mit Solfataren, aus Europa (Italien) und Ostasien (Indonesien und Japan). Typlokalität ist der Vulkan Lawu auf der indonesischen Insel Java. Zahlreiche andere Angaben, unter anderem aus Yellowstone in Nordamerika oder von der Insel Island, beziehen sich wohl meist auf andere, morphologisch sehr ähnliche Arten der Cyanidiophyceae, die früher nicht von dieser Art unterschieden wurden, oft auf Galdieria sulphuraria. Die Art wird für Nordamerika oft angegeben, welche der Angaben sich tatsächlich auf die Art beziehen, ist aber unklar. Auf den Phlegräischen Feldern westlich von Neapel wurde zum Schutz der Art das NATURA 2000 Naturschutzgebiet Stazioni di Cyanidium caldarium di Pozzuoli eingerichtet.

## Taxonomie und Systematik
Der Name der Art geht zurück auf Material der limnologischen Sunda-Expedition nach Indonesien in den Jahren 1928–1929 unter Leitung der Limnologen August Thienemann und Franz Ruttner. Ruttner übergab die Cyanophyceen der Ausbeute seinem Landsmann Lothar Geitler. Dieser beschrieb die Art 1933 als „Blaualge“ Cyanidium caldarium. Den Artnamen übernahm er von Protococcus botryoides (Kützing) Kirchner forma caldarium Tilden, einer Form, die die amerikanische Botanikerin Josephine Tilden aus einer amerikanischen Thermalquelle isoliert und neu beschrieben hatte, von der er annahm, es sei dieselbe Art. Tildens Form wurde später als Art Pleurocapsa caldaria, von Geitler 1925 als Chroococcopsis caldaria übernommen. Geitler stellte sie, mit deutlichen Vorbehalten, zunächst zu den Blaualgen. Der japanische Botaniker Hiroyuki Hirose hat 1950 als erster unzweideutig die Natur als Eukaryot herausgestellt und bewies 1958, dass die Art zu den Rotalgen gehören müsse. Der von Hirose dafür irrtümlich neu vergebene Gattungsname Rhodococcus gilt heute als Synonym zu Cyanidium. Das recht auffallende Material war, vorher und nachher, von zahlreichen Botanikern unter verschiedenen Namen und mit unterschiedlicher systematischer Zuordnung publiziert worden. Zudem wurden zahlreiche der neu beschriebenen Arten später mit Cyanidium caldarium synonymisiert, um später dann doch wieder als eigene Art abgetrennt zu werden, was die Taxonomie der Arten äußerst unübersichtlich macht. Der Name in seiner heutigen akzeptierten Bedeutung wurde von Ott und Seckbach erst 1994 festgeschrieben.
Cyanidium caldarium ist vermutlich die einzige heute in der Gattung verbliebene Art, was sowohl die Gattung Cyanidium wie die Familie Cyanidiaceae (und seit 2023 auch die Ordnung Cyanidiales) monotypisch machen würde. Formal ist aber der Status zweier älterer Namen nicht geklärt. 1942 beschrieb der in Thüringen geborene Limnologe Gerhard Helmut Schwabe eine Cyanidium caldarium var. chilensis forma rumpens von feuchten, alkalischen Felswänden einer Höhle im zentralen Chile. Die ebenfalls schon vorher von ihm beschriebene gewöhnliche Form wird heute als eigenständige Art Cyanidium chilense aufgefasst, später sogar in eine eigene Gattung, Familie und Ordnung gestellt. Da aber kein Botaniker die forma rumpens formal synonymisiert hat, verblieb dieser Name bei der anderen Art. Ebenso obskur ist der Artname Cyanidium maximum (O.Yu.Sentsova) F.D.Ott. Der „Artname“ Galdieria maxima O.Yu.Sentsova wurde von verschiedenen Botanikern in verschiedenem Sinne verwendet, das unter diesem Namen hinterlegte genetische Material erwies sich als unterschiedlichen Arten zugehörig. Aber auch diese Art wurde nie formal synonymisiert.
Schwestergruppe der Gattung Cyanidium (vermutlich mit der einzigen Art Cyanidium caldarium) ist vermutlich die Ordnung Cyanidioschyzonales mit den beiden Gattungen Cyanidiococcus und Cyanidioschyzon.